# Naturalismus (Theater)
Der Naturalismus ist in der zweiten Hälfte des 19. Jahrhunderts eine Epoche oder Strömung in der Theatergeschichte, die von Frankreich, Deutschland und Russland ausging. Oft wird er oberflächlich als ein „Wie-im-Leben“-Stil charakterisiert. Er hat eine literarische, eine ausstattungstechnische und eine schauspieltechnische Komponente. Hintergrund zur Entwicklung des naturalistischen Theaters waren die voranschreitende Industrieproduktion. Auch die Technisierung des gesellschaftlichen Lebens, vor allem im Bezug auf Verkehr und Kommunikation, sowie die naturwissenschaftliche Durchdringung der Welt beeinflussten den Naturalismus im Theater erheblich.
Das Intime Theater wird als Form des naturalistischen Theaters dem Naturalismus zugeordnet.

## Theaterliteratur
Von der Seite der Theaterliteratur ist der Naturalismus ein Versuch, die Menschen und ihre Umgebung glaubwürdig, und das heißt vor allem „ungeschönt“ darzustellen, was bedeutet, die Konfrontation mit Gegenwartsproblemen zu suchen. Dies betraf hauptsächlich Figuren der unteren Gesellschaftsschichten. Dazu wurde auf Verse verzichtet und Umgangssprache (etwa Dialekt) verwendet. Es wurden scheinbar banale Themen mit gesellschaftskritischen Zielsetzungen auf die Bühne gebracht. Das Kennzeichen der Realitätstreue zeichnet sich einerseits durch den Bezug auf die phänomenale Welt und ihre innewohnenden Gesetzmäßigkeiten sowie einer Verwissenschaftlichung des Theaters aus. Indem die Theaterkunst auch aufgrund der naturwissenschaftlichen Entwicklung an den empirischen Wissenschaften ausgerichtet wird, erinnert der Theatersaal häufig eher an einen Hörsaal oder Schauplatz einer wissenschaftlichen Demonstration.
Die Romantheorie von Émile Zola gab dazu einen wesentlichen Anstoß (vgl. Naturalismus (Literatur)). Die genaue Menschenbeobachtung sollte zu einer präzisen Wiedergabe ihrer Lebensumstände und ihres Verhaltens führen. Der Naturalismus führte mit Vorliebe das Leben der Unzufriedenen oder Unterprivilegierten vor. Anton Pawlowitsch Tschechow, Maxim Gorki, Gerhart Hauptmann oder Henrik Ibsen haben naturalistische Theaterstücke verfasst, wobei Gerhart Hauptmanns Stück "Die Weber" als idealtypisch für das naturalistische Theater gilt.

## Ausstattung
In Bezug auf die Ausstattung versucht der Bühnennaturalismus eine Illusion mit möglichst realistischen, nicht bloß gemalten oder angedeuteten Bühnenbildelementen und Kostümen zu schaffen. Vor allem im populären Pariser Theater und in der von dort ausgehenden Großen Oper waren die technischen Möglichkeiten enorm vergrößert worden. Die gemalten Elemente der Dekoration wichen den „praktikablen“ (etwa Türen, Fenster oder Schränke, die sich öffnen ließen).
Diesen erweiterten Möglichkeiten begegnete die Forderung nach historischer und lokaler „Treue“ der Wiedergabe. (Im 18. Jahrhundert war dagegen noch in der Mode der Gegenwart Theater gespielt worden, gleich woher das Stück stammte, und das wesentliche Unterscheidungsmerkmal bildete die Standeszugehörigkeit der Figuren.) Die Meininger Prinzipien der gleichnamigen Tourneetruppe erforderten etwa historisch getreue Kostüme.
Detaillierte Zimmerdekorationen mit allen üblichen Einrichtungsgegenständen waren auf den Bühnen seit dem Ende des 19. Jahrhunderts beliebt (vgl. die Zimmerbilder in der ersten Jahrhunderthälfte). Die Öffnung zum Zuschauerraum wird dadurch eine genau definierbare transparente, aber undurchlässige Vierte Wand. Voraussetzung dazu war eine differenzierte Theaterbeleuchtung, wie sie erst durch Gaslicht und elektrisches Licht (bei mittlerweile völliger Verdunkelung des Zuschauerraums) möglich wurde.

## Theater
Dem naturalistischen Schauspiel verpflichtete Theater bzw. Theatervereine, mit deren Hilfe die Zensur für öffentliche Vorstellungen umgangen werden sollte, entstanden seit den späten 1880er Jahren in mehreren europäischen Ländern, teils mit Unterstützung von Sozialdemokraten: das Théâtre libre in Paris (gegründet 1887 von André Antoine), die Freie Bühne Berlin (1889) und die Freie Volksbühne Berlin (1890), die Independent Theatre Society (London 1891) und das Moskauer Künstlertheater (1898).

## Schauspielpraxis
Was die Schauspieler betrifft, bemüht sich der Naturalismus, das Bühnenspiel durch Erinnerungsübungen an das „wirkliche“ menschliche Verhalten anzunähern. Einerseits geschieht dies über die Beobachtung von Menschen, die sich in ähnlichen Situationen wie die gespielte Rolle befinden; andererseits über die Erinnerung an eigene Erlebnisse. Diese beiden Näherungsweisen können einander ergänzen oder widersprechen.
Es geht darum, die handelnden Personen im Stück mithilfe von überdetaillierten Bühnenanweisungen und der pragmatischen Ausrichtung der Bühnensprache den äußeren Bedingungen der dargestellten Situation auszusetzen und vor allem ihre Reaktion darauf zu beobachten.
Das Publikum wird im naturalistischen Theater zwar wahrgenommen, aber nicht mehr direkt ins Spiel mit einbezogen, wie es vor allem im populären Theater mit Beiseitesprechen oder Extempores üblich war. Dieser Stil bedingte eine wesentlich längere Probezeit als bisher und vergrößerte die Bedeutung des Regisseurs.
Der erste Schauspiellehrer, der sich auf Naturbeobachtungen stützte, war François Delsarte. Der Begründer der naturalistischen Schauspieltechnik war Konstantin Stanislawski mit seinem Moskauer Künstlertheater. Obwohl er seit Beginn des 20. Jahrhunderts zunehmend angefeindet wurde und sich selbst von einem Abbild-Naturalismus distanzierte, blieb seine Schule maßgeblich für die deutsche und osteuropäische Schauspielerausbildung und schuf wesentliche Anregungen für das US-amerikanische Filmschauspiel (siehe Lee Strasberg und das Method Acting).
Die naturalistische Aufführungspraxis kam nicht zuletzt unter dem Einfluss des Films aus der Mode, der schnelle Schnitte und eine höhere Verdichtung erlaubt, was auch das Theater des Expressionismus prägte. Stanislawskis psychologischer Realismus, wonach der Schauspieler seine Gefühle auf der Bühne möglichst aus eigener Erfahrung oder genauer Beobachtung „leben“ soll, stand einer raschen Entwicklung von Charakteren, einer Straffung und Zuspitzung der Handlung im Wege und ließ eine distanzierende Kommentierung der eigenen Rolle nicht zu.